# Baconsthorpe Castle

Baconsthorpe Castle er en befæstet herregård i ruiner nord for landsbyen Baconsthorpe i Norfolk i England. Den er en listed building af 1. grad hos English Heritage, og Scheduled Ancient Monument.
Den blev opført 1460-1486 af John Heydon (død 1479) og sir Henry Heydon (død 1504). På østsiden var den beskyttet af en sø, og på de tre andre af tørre voldgrave. De fik licens til krenellering og herregården voksede i takt med, at familiens rigdom blev større.
Fæstningen er af flint og nogle steder mursten. Ringmuren står fortsat med tårnene og danner en indre borggård på 30 x 30 m. Der er også bevaret rester af en tre-etagers portbygning. Ruinerne drives af English Heritage, og der er gratis adgang.